# تویوک-یار
تویوک-یار (به لاتین: Tuyuk-Jar) یک منطقهٔ مسکونی در قرقیزستان است که در استان جلال‌آباد واقع شده‌است. تویوک-یار ۱٬۴۵۵ نفر جمعیت دارد.